# Троцький Ісаак Мойсейович
Ісаак Мойсейович Троцький (рос. Исаак Моисеевич Троцкий; 1903, Одеса — 4 листопада 1937, Сандармох) — радянський історик, джерелознавець.

## Життєпис
Народився в Одесі в родині вчителя початкової школи. Після закінчення у 1920 році гімназії вступив на історико-соціологічне відділення Одеського гуманітарно-суспільного інституту. 1921 року Одеський гуманітарно-суспільний інститут було закрито і він став студентом Одеського інституту народної освіти. Завдяки професору Одеського інституту народної освіти Юліану Оксману переїхав до Петрограду, де закінчив університет та розпочав вивчати Новгородську республіку і декабризм. Проблематика декабризму стала домінуючою в науковій роботі завдяки Юліану Оксману, який надавав підтримку молодому вченому. Саме він залучив його до дослідницької діяльності у Всесоюзному товаристві політкаторжан і засланих поселенців (Ленінградське відділення, 1924–1935 рр.). 15 червня 1935 року без захисту йому була присуджений науковий ступінь та він став професором історичного факультету Ленінградського університету. Згодом було обрано вченим секретарем Історично-археографічного інституту АН СРСР.
3 червня 1936 року заарештований разом із шістьма колегами по АН СРСР за звинуваченням у вбивстві Сергія Кірова. 23 грудня 1936 року засуджений до 10 років тюремного ув'язнення, а 10 жовтня 1937 року Особливою трійкою УНКВС Ленінградської області проговорений до розстрілу.

## Науковий доробок
Основні праці присвячені маловивченим питанням історії — розшуковій та провокаторській діяльності політичній поліції першої половини XIX століття, а саме III Відділенню особистої його імператорської величності канцелярії, створеному 3 липня 1826 року.
Основні праці
- ІІІ Отделение при Николае І. — М., 1930;
- Жизнь Шервуда-Верного. — М., 1931.